# Metro w Daejeon
Metro w Daejeon – system kolei podziemnej w mieście Korei Południowej, Daejeon. Pierwszy odcinek linii metra uruchomiono w 2006 roku.